# 682년

## 연호
- 당(唐) 개요(開耀) 2년 / 영순(永淳) 원년

## 기년
- 당(唐) 고종(高宗) 33년
- 신라(新羅) 신문왕(神文王) 2년

## 사건
- 고구려 부흥운동을 일으키다 실패. 보장왕이 앙주에서 유배되다 객사함.
- 백제, 의자왕의 아들 융이 세상을 떠남.

## 사망
- 고구려(高句麗) 마지막 태왕(太王) 보장왕(寶臧王)
- 백제(百濟)의 태자(太子) 부여융(扶餘隆)